# Dawn Williams
Dawn Williams-Sewer (ur. 23 grudnia 1973 w Portsmouth) – dominicka lekkoatletka specjalizująca się w biegach średniodystansowych i długodystansowych, olimpijka. 
Trzykrotna  medalistka CARIFTA Games w 1987 zdobyła brąz w biegu na 3000 m, w 1991 brąz w biegu na 800 m, a rok później złoto w tej samej konkurencji.
W 1996 reprezentowała swój kraj na igrzyskach w Atlancie - odpadła w półfinałach biegu na 800 metrów kobiet, z czasem 1:59,06 s.

## Rekordy życiowe
| Dystans             | Wynik    | Miejsce    | Data             |
| ------------------- | -------- | ---------- | ---------------- |
| bieg na 400 metrów  | 53,40    | Jonesboro  | 13 kwietnia 1996 |
| bieg na 800 metrów  | 1:59,06  | Atlanta    | 27 lipca 1996    |
| bieg na 1500 metrów | 4:42,00  | San Diego  | 1 maja 1993      |
| bieg na 3000 metrów | 10:51,83 | Les Abymes | 30 marca 1986    |

Najlepsze wyniki zawodniczki są jednocześnie rekordami kraju. Williams jest także rekordzistką kraju w sztafecie 4 × 400 metrów (4:06,4 w 1990).